# ترنيمة القلب
ترنيمة القلب (باليابانية: 心が叫びたがってるんだ) فيلم أنمي ياباني من إخراج تاتسويوكي ناغاي وانتاج ستديو أيه-1 بكتشرز وتأليف ماري اوكادا. صدر الفيلم في 19 أيلول 2015.

## القصة
القصة تتحدث عن جون وهي فتاةٌ صغيرةٌ وسعيدة لكنها تكلمت [بشيء معين] وبسببه تفرقت عائلتها، ذات يوم ظهرت أمامها جنية على شكل بيضة وختمت قدرتها على التحدث من أجل منعها من إيذاء أي شخص آخر، ومنذ ذلك الوقت تعيش جون هذه التجربة القاسية بعيدةً عن الأضواء، في يوم ما تترشح جون لتصبح عضوةً في “مجلس التوعية الاجتماعية” وفوق ذلك يتم أيضًا تعيينها لتكون القائدة الرئيسية في العمل الموسيقي.

## روابط خارجية
- ترنيمة القلب على موقع IMDb (الإنجليزية)
- ترنيمة القلب على موقع روتن توميتوز (الإنجليزية)
- ترنيمة القلب على موقع ألو سيني (الفرنسية)
- ترنيمة القلب على موقع فيلمافينيتي (الإسبانية)
- ترنيمة القلب على موقع قاعدة بيانات الفيلم (الإنجليزية)
- ترنيمة القلب على موقع ليتربوكسد (الإنجليزية)
- ترنيمة القلب على موقع كينوبويسك (الروسية)
- ترنيمة القلب على موقع ANN anime (الإنجليزية)